# Newton Heath LYR F.C. mùa bóng 1887–88
Mùa giải 1887–88 là mùa giải cuối cùng của Newton Heath LYR trước khi tham gia Liên đoàn bóng đá. Đội bóng chỉ tham gia một giải đấu bóng đá duy nhất trong mùa giải này, đó là giải Manchester và District Challenge Cup. Đội bóng đã chiến thắng giải đấu, đánh bại Denton với tỷ số 7-1 trong trận chung kết tại Whalley Range.

## Manchester và District Challenge Cup
Newton Heath LYR tham gia giải Manchester và District Challenge Cup lần thứ tư trong mùa giải 1887-1888. Sau khi lọt vào chung kết trong ba lần tham dự trước, Đội bóng đã lọt vào trận chung kết thứ tư liên tiếp trong mùa giải này. Đội bóng bắt đầu chiến dịch của họ trong vòng thứ hai gặp đội bóng Hooley Hill vào tháng 3 năm 1888, đánh bại Hooley Hill với tỷ số 7-0. Trận bán kết với Hurst đã được chơi trên sân trung lập ở Denton. Đó là một trận đấu khó khăn hơn so với trận đấu vòng trước, như đã được chứng minh bởi tỉ số 2-0, với anh em Doughty, Jack và Roger, mỗi người ghi một bàn thắng.
Như với ba mùa trước, trận chung kết được chơi tại sân Whalley Range ở phía nam Manchester. Đối thủ của Newton Heath trong trận chung kết là Denton, đội bóng này đã chứng tỏ thực lực trong cuộc thi. Newton Heath thắng trận 7-1 để trở thành hai lần vô địch Manchester Cup trong bốn năm. Cả hai anh em Doughty ghi bàn trong trận chung kết, cả hai anh em đều đã được ghi bàn trong hai vòng trước, với Jack lập được một hat-trick và Roger lập được một cú đúp. Hai bàn thắng khác được ghi bởi Joe Davies và Tom Burke.
| Thời gian           | Vòng đấu  | Đối thủ     | H/A           | Kết quả Bt-Bb | Cầu thủ ghi bàn                                  | Số lượng khán giả |
| ------------------- | --------- | ----------- | ------------- | ------------- | ------------------------------------------------ | ----------------- |
| 17 tháng 3 năm 1888 | Vòng 2    | Hooley Hill | A             | 7 – 0         | Burke, J. Doughty, R. Doughty (2), 3 không rõ    |                   |
| 14 tháng 4 năm 1888 | Bán kết   | Hurst       | Denton        | 2 – 0         | R. Doughty, J. Doughty                           | 3.000             |
| 23 tháng 4 năm 1888 | Chung kết | Denton      | Whalley Range | 7 – 1         | J. Davies, Burke, J. Doughty (3), R. Doughty (2) | 8.000             |